# Inmyeonjo
Inmyeonjo (Hangul: 인면조, Hanja: 人面鳥, literalmente pájaro de rostro humano) es una criatura mitológica de Corea, que aparece como un pájaro con rostro humano. La mayoría de ellos son mujeres, y algunos son hombres. Se supone que el Inmyeonjo aparece cuando hay paz en la tierra, conectando los cielos y la tierra durante mil años.
Inmyeonjo es conocido como un pájaro sagrado que conecta el cielo con la tierra, a menudo aparece en el antiguo mural de la tumba de los Tres Reinos de Corea. En el caso de Goguryeo, se puede encontrar en varios murales de tumbas como las tumbas del condado de Anak, las antiguas tumbas de Dukheungri, Samsilchong y Mooyongchong.  Nombrados como Cheonchu (天 秋) y Mansei (萬歲) en las antiguas tumbas Dukheungri en Nampo, provincia de Pyongan del Sur en 1976, son un símbolo de longevidad, conocido por vivir durante mil años.  En el caso de Silla, se muestran los zapatos de bronce dorado excavados en Gyeongju. En el caso de Baekje, se encuentran cuatro inmyeonjo en el quemador de incienso de bronce dorado de Baekje. En particular, hay muchas opiniones de que inmyeonjo en la Copa de Plata con Soporte de Bronce (銅 托 銀 盞) es lo mismo que en Goguryeo para un símbolo de longevidad.  Por otro lado, hay algunas opiniones de que es Kalaviṅka debido a la forma de las alas. Kalaviṅka es una criatura imaginaria que cuenta las palabras del Buda que aparecen en los antiguos mitos indios y textos budistas.

## Cultura coreana
En Corea, después del siglo V, se encuentran artefactos y pinturas murales que muestran la forma de un pájaro con rostro humano en las tumbas de Goguryeo y Baekje. El inmyeonjo se representa en la parte inferior de la Copa de Plata con el Soporte de Bronce (銅 托 銀 盞) excavado en la Tumba del Rey Muryeong en Gongju, en la provincia de Chungcheong del Sur. La cabeza y los brazos de la criatura son humanos, pero el cuerpo es un pájaro y la cabeza lleva una corola con plumas de pájaros. En la tumba de Dukheungri en la provincia de Pyongan del Sur, y en Mooyongchong en Manchuria, se encuentran pinturas murales. En particular, el inmyeonjo pintado en el techo del Mooyongchong llevaba sombreros largos que a Xian le encantaba mostrar la fusión de la cultura budista y taoísta.

## Cultura budista
Se interpreta que contiene el significado de orar por Sukhavati (極樂 往生) de Tierra Pura (淨土) bajo la influencia de Kalaviṅka (迦陵 迦迦) del budismo que se encuentra en las tumbas de Goguryo y Baekje. Kalaviṅka es un pájaro que aparece en la palabra sánscrita "kalavinka" en caracteres chinos. Es un pájaro que viene de vivir en Sukhavati de Amitābha. Se dice que la parte superior del cuerpo es una persona, y la parte inferior es un pájaro. Además, se dice que tiene una voz muy hermosa y extraña antes de que salga del caparazón. Por lo tanto, tiene muchos otros nombres, y se considera un símbolo de las enseñanzas del Buda. En el arte budista en Asia oriental, no solo en Corea sino también en China y Japón, hay una amplia gama de artefactos que representan a Kalaviṅka, que también se representan como bailar o tocar música en los murales de Dunhuang.
Por otro lado, el Kalaviṅka del budismo está influenciado por la mitología india. Gandharva es un ser cuya parte superior del cuerpo es masculina, y la parte inferior de un pájaro o caballo, y tiene alas doradas, mientras sirve a Indra en la mitología hindú y toca música de Devaloka (天 界). En el budismo del sudeste asiático, como Tailandia y otros países, inmyeonjo es un dios con Gandharva a cargo de la música.
Inmyeonjo también aparece en la tradicional mitología china y la cultura taoísta. Está registrado en el "Clásico de las montañas y los mares". También se dice que tienen el cuerpo de un pájaro en la cara de un hombre y viven como un nombre durante mucho tiempo.

## Cultura occidental
En la mitología griega. Los registros de Homero y Hesiodo de sirenas. Al principio, solo la cabeza era humana, y el cuerpo como pájaro, pero gradualmente fue representada como una hermosa mujer con instrumentos musicales y su aspecto cambió al de mitad pez. Se pensaba que las sirenas seducían a los marineros con un sonido muy dulce y hundían sus barcos. En la Eneida de Virgilio, aparece el nombre de Arpía. Según la leyenda, una arpía es un pájaro con cara de mujer, vuela más rápido que el viento y come niños y almas humanas.

## En la Cultura Popular
Una criatura gigante, llamada "Inmyeonjo" en coreano, apareció en el escenario después de la cuenta regresiva en la ceremonia de apertura de los Juegos Olímpicos de Invierno de 2018 en Pieonchang. Muchos espectadores se centraron en la marioneta gigante de un pájaro con rostro humano. Pronto se trasladó al centro del escenario, rodeada por los Cuatro Símbolos "dragón azul, tigre blanco, fénix rojo, tortuga negra" y mujeres danzantes vestidas con trajes del antiguo reino coreano de Goguryeo. El largo cuello del animal y el cuerpo de dragón, combinado con su rostro humano, atrajeron la atención de muchos espectadores. "A través de esto, quería representar un mundo donde los humanos vivan en armonía pacífica con la naturaleza y los animales antiguos", dijo el director creativo ejecutivo de la ceremonia de apertura, Song Seung-whan.
La aparición de las expresiones faciales de Inmyeonjo ha dado lugar a una amplia variedad de respuestas de todo el mundo. Hubo opiniones negativas de que era horrible y extraño, mientras que hubo opiniones positivas de que fue maravilloso al principio ver criaturas míticas, respetando su cultura.